# KFF Partizani Tirana
KFF Partizani Tirana es un club de fútbol femenino de Albania con sede en Tirana. Ellas compiten en el campeonato de fútbol femenino de Albania. KFF Partizani Tirana se formó en 2020.

## Récords
Sus mejores resultados en la Superliga Femenina de Albania hasta ahora fueron en la temporada 2023-24 de la Kategoria Femra, donde terminaron terceros y establecieron un récord al ganar 13 partidos, perder 5 partidos, marcar 141 goles y recibir 15 goles. El club también terminó segundo en la final de la Copa Femenina de Albania 2023-24. El club también terminó segundo en la final de la Copa Femenina de Albania 2023-24.